# Fran O'Hanlon
Francis Brian O'Hanlon, detto Fran (Filadelfia, 24 agosto 1948), è un ex cestista e allenatore di pallacanestro statunitense, professionista nella ABA e in Svezia.

## Carriera
Venne selezionato dai Philadelphia 76ers all'ottavo giro del Draft NBA 1970 (131ª scelta assoluta).